# 石川板金
石川板金株式会社（いしかわばんきん）は、北海道標津郡中標津町に本社を置く板金工事の会社である。

## 概要
石川正弘により1958年に中標津町にて石川板金を開業する。当時は長尺屋根の板金工事を請け負っていた。
その後石川板金（株）から建築金物工事部門を分離し、石川金属工業株式会社を設立（資本金1,000万円）、事務所新築。
1983年5月に石川金属工業株式会社を立ち上げその後、板金会社の枠を超え北海道内外の板金業へ波型の鉄板や金型を卸すメーカーへと成長を遂げる。 

## 事業所
- 石川板金株式会社
  - 本社 / 北海道標津郡中標津町西5条北10丁目1
  - 釧路支店 / 北海道釧路郡釧路町光和4丁目12
  - 星ヶ浦工場 / 北海道釧路市星ヶ浦南2丁目4-19
  - 札幌支店 / 北海道恵庭市戸磯201-10
  - 恵庭工場 / 北海道恵庭市戸磯201-10
- 石川金属工業株式会社（グループ企業）
  - 釧路支店 営業本部 / 北海道釧路市星ヶ浦南2丁目4-19
  - 札幌支店 恵庭工場 / 北海道恵庭市戸磯201-10